# Seulbitz (Bayreuth)
Seulbitz ist ein Gemeindeteil der kreisfreien Stadt Bayreuth in Oberfranken. Die Gemarkung Seulbitz hat eine Fläche von 5,221 km². Sie ist in 818 Flurstücke aufgeteilt, die eine durchschnittliche Flurstücksfläche von 6382,94 m² haben. In ihr liegen neben dem namensgebenden Ort die Gemeindeteile Grunauermühle und Juchhöh.

## Geographie
Durch die ehemals selbständige Gemeinde und den alten Dorfkern am Westhang des Pensen verläuft die Kreisstraße BTs 6/BT 6, die über Eremitenhof nach Sankt Johannis (2 km westlich) bzw. über Lankendorf nach Weidenberg zur Staatsstraße 2463 führt (5,5 km östlich). Eine Gemeindeverbindungsstraße führt nach Neunkirchen am Main (2,2 km südlich).

## Name
Der Name gilt, wie die übrigen auf -itz endenden Namen im Bayreuther Raum, als slawischen Ursprungs (→ Bavaria Slavica).

## Geschichte
Seulbitz musste den Zehnt nach Würzburg entrichten und existierte daher nachweislich bereits vor der Gründung des Bistums Bamberg im Jahr 1007. 1035 wurde der Ort als salisches Königsgut „Silevvize“ in einer Urkunde Kaiser Konrads II. anlässlich einer Schenkung an einen Bamberger namens Luitpold mit allen Liegenschaften beschrieben. Die umfangreiche Aufzählung von Gebäuden, Mühlen und Fischereianlagen deutet auf eine schon länger bestehende stattliche Siedlung hin. 1137 erwarb Bischof Otto von Bamberg das ehemalige Königsgut von Luitpold von Zirkendorf und schenkte es dem Bamberger Kloster St. Getreu.
Der Ort im Radenzgau befand sich an einer bedeutenden Steigung der mittelalterlichen Handelsstraße nach Weidenberg, die von Laineck kommend über die Hochfläche des Pensen verlief. Die spätere Entwicklung war weitgehend bäuerlich geprägt. Reste der alten Bebauung sind nicht mehr feststellbar, nur noch Flurnamen deuten auf die einstige Bedeutung hin.

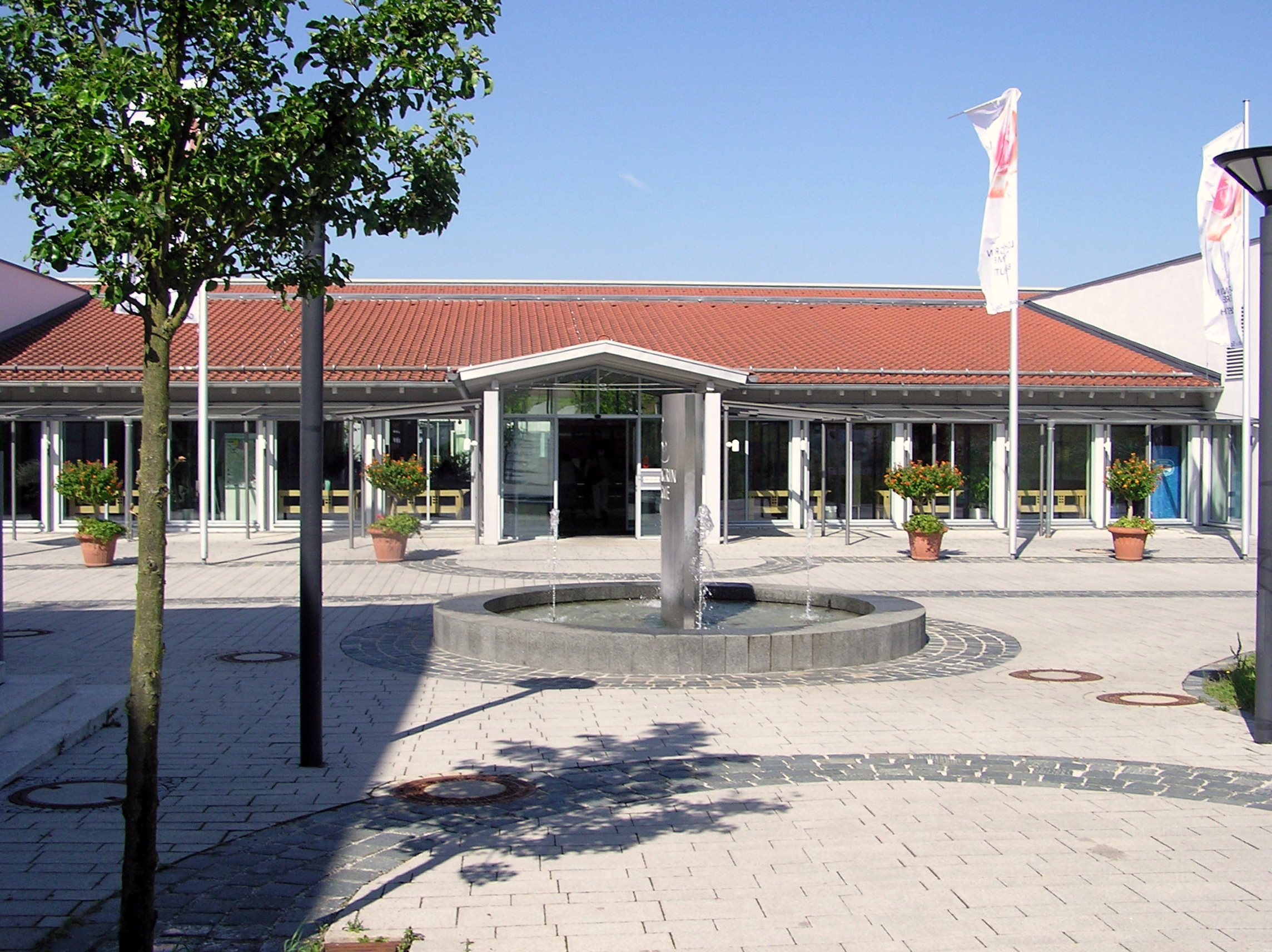
Eingangsbereich der
Lohengrin Therme

Zu der Realgemeinde Seulbitz gehörte Grunauermühle. Gegen Ende des 18. Jahrhunderts gab es in Seulbitz 20 Anwesen. Die Hochgerichtsbarkeit stand dem bayreuthischen Stadtvogteiamt Bayreuth zu. Die Dorf- und Gemeindeherrschaft hatte das Hofkastenamt Bayreuth. Grundherren waren das Hofkastenamt Bayreuth (3 Höfe, 8 Halbhöfe, 2 Söldengüter, 2 Tropfhäuser, 2 Häuser davon eines mit Zapfenschenke), die Pfarrei Bindlach (1 Halbhof) und die Gemeinde Seulbitz (1 Gemeindeschmiede, 1 Gemeindehirtenhaus).
Von 1797 bis 1810 unterstand der Ort dem Justiz- und Kammeramt Bayreuth. Nachdem im Jahr 1810 das Königreich Bayern das Fürstentum Bayreuth käuflich erworben hatte, wurde Seulbitz bayerisch. Infolge des Gemeindeedikts wurde Seulbitz dem 1812 gebildeten Steuerdistrikt Sankt Johannis zugewiesen. Zugleich entstand die Ruralgemeinde Seulbitz, zu der Grunauermühle gehörte. Sie war in Verwaltung und Gerichtsbarkeit dem Landgericht Bayreuth zugeordnet und in der Finanzverwaltung dem Rentamt Bayreuth (1919 in Finanzamt Bayreuth umbenannt). Etwas später wurde auf dem Gemeindegebiet Juchhöh gegründet. Ab 1862 gehörte Seulbitz zum Bezirksamt Bayreuth (1939 in Landkreis Bayreuth umbenannt). Die Gerichtsbarkeit blieb beim Landgericht Bayreuth (1879 in Amtsgericht Bayreuth umgewandelt). Die Gemeinde hatte eine Gebietsfläche von 5,230 km².
Im Zuge der Gebietsreform in Bayern wurde die Gemeinde Seulbitz am 1. Juli 1976 nach Bayreuth eingemeindet. Diese Maßnahme war nicht unumstritten und von den Seulbitzern mehrheitlich nicht gewollt.
Heute besteht Seulbitz aus einem alten bäuerlichen Teil und mehreren modernen Siedlungen. Im Jahr 1999 wurde der Heilquellenkurbetrieb Lohengrin Therme am westlichen Ortsrand eröffnet. Nahe der Lohengrin Therme soll ab September 2023 eine Reha-Klinik der Deutschen Rentenversicherung Nordbayern entstehen.

### Baudenkmäler
- Seulbitzer Straße 45: Wohnhaus

### Einwohnerentwicklung
Gemeinde Seulbitz
| Jahr      | 1822  | 1840   | 1852   | 1855   | 1861   | 1867   | 1871   | 1875   | 1880   | 1885   | 1890   | 1895   | 1900   | 1905   | 1910   | 1919   | 1925   | 1933   | 1939   | 1946   | 1950   | 1952   | 1961   | 1970   |
| Einwohner | 178   | 226    | 220    | 223    | 235    | 239    | 249    | 242    | 256    | 245    | 230    | 223    | 216    | 203    | 206    | 200    | 183    | 179    | 169    | 260    | 225    | 224    | 195    | 232    |
| Häuser    | 22    |        |        |        |        |        | 28     |        |        | 29     | 30     |        | 30     |        |        |        | 35     |        |        |        | 34     |        | 40     |        |
| Quelle    | [ 9 ] | [ 15 ] | [ 15 ] | [ 15 ] | [ 16 ] | [ 17 ] | [ 18 ] | [ 19 ] | [ 20 ] | [ 21 ] | [ 22 ] | [ 15 ] | [ 23 ] | [ 15 ] | [ 24 ] | [ 15 ] | [ 25 ] | [ 15 ] | [ 15 ] | [ 15 ] | [ 26 ] | [ 15 ] | [ 10 ] | [ 27 ] |

Ort Seulbitz
| Jahr      | 001819 | 001822 | 001861 | 001871 | 001885 | 001900 | 001925 | 001950 | 001961 | 001970 | 001987 |
| Einwohner | 157    | 173    | 198    | 225    | 227    | 192    | 173    | 210    | 150    | 181    | 534 *  |
| Häuser    |        | 21     |        |        | 27     | 26     | 32     | 32     | 32     |        | 145 *  |
| Quelle    | [ 28 ] | [ 9 ]  | [ 16 ] | [ 18 ] | [ 21 ] | [ 23 ] | [ 25 ] | [ 26 ] | [ 10 ] | [ 27 ] | [ 1 ]  |

## Religion
Seulbitz ist seit der Reformation evangelisch-lutherisch geprägt und nach St. Johannis gepfarrt.

## Persönlichkeiten
Seulbitz war Wohnort des 2023 verstorbenen Skilangläufers Walter Demel, der von 1996 bis 2008 Mitglied des Stadtrates Bayreuth war.